# Klub Koszykówki Polonia Warszawa
Il KKS Polonia Warszawa è una società cestistica avente sede a Varsavia, in Polonia. Fondata nel 1911, gioca nel campionato polacco.

## Palmarès
- Campionato polacco: 1

1958-59
- Coppa di Polonia: 3

1934, 1969, 1975